# Kráľ
Kráľ (in ungherese: Sajószentkirály) è un comune della Slovacchia facente parte del distretto di Rimavská Sobota, nella regione di Banská Bystrica.